# میان‌آسایی رویانی

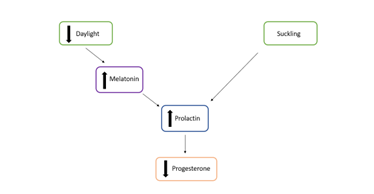
سازوکار میان‌آسایی اختیاری رویانی

میان‌آسایی رویانی (در پستانداران با عنوان کاشت تأخیری(Delayed implantation)) یک راهبرد تولیدمثلی است که توسط چندین گونه جانوری در رده‌های مختلف زیست‌شناختی به کار می‌رود. در بیش از ۱۳۰ نوع پستاندار که این اتفاق می‌افتد، این فرایند در مرحله بلاستوسیست رشد رویانی رخ می‌دهد، و با کاهش چشمگیر یا توقف کامل فعالیت میتوزی مشخص می‌شود، که اغلب در G0 یا G1 از مرحله تقسیم متوقف می‌شود.
در میان‌آسایی رویانی جفت، بلاستوسیست بلافاصله پس از تولیدمثل جنسی که سبب زیگوت شد، در رحم کاشته نمی‌شود، بلکه در حالت غیرقابل تقسیم خفتگی باقی می‌ماند تا زمانی که شرایط اجازه دهد تا اتصال به دیواره رحم به‌طور طبیعی ادامه یابد. در نتیجه، دوره طبیعی آبستنی برای یک زمان خاص برای یک گونه تمدید می‌شود.
میان‌آسیی مزیت بقای فرزندان را فراهم می‌کند، زیرا زمان تولد یا ظهور جوان را می‌توان با مهمان‌نوازترین شرایط، صرف نظر از زمان جفت‌گیری یا مدت بارداری همزمان کرد. چنین افزایشی در میزان بقای نتاج، یک مزیت تکاملی به همراه دارد.